# Спектрограф тусклых объектов
Спектрограф тусклых объектов (англ. The Faint Object Spectrograph, FOS) — спектрограф входивший в состав инструментов космического телескопа «Хаббл». Предназначался для исследования особо тусклых объектов в ультрафиолетовом диапазоне. Был заменён на регистрирующий спектрограф космического телескопа (STIS) в 1997 году. В настоящее время он выставлен в вашингтонском национальном музее авиации и космонавтики.

## Характеристики
Техническое описание конструкции и работы FOS было изложено в техническом отчёте НАСА CP-2244. Инструмент использовал два детектора света, синий и красный, его спектральное разрешение было около 1300, а диапазон длины волн был от 115 до 850 нм. У прибора было множество отверстий объектива разного размера, но из-за повреждения главного зеркала телескопа, до установки корректирующей системы COSTAR через отверстия объектива малого диаметра проходило слишком мало света, даже самое больше отверстие объектива собирало только 70 % света от точечного источника.
Детекторы света, особенно красный, пострадали от неправильного магнитного экранирования, из-за которого статическое изображение было размазано на несколько пикселей. К тому же, либо из-за неисправности синего детектора, либо из-за загрязнения одного из зеркал системы, чувствительность прибора ограничивалась снизу 150нм, это было серьёзной проблемой так как нельзя было наблюдать спектральную линию водорода.